# فرانك إل. شو
فرانك إل. شو (بالإنجليزية: Frank L. Shaw)‏ هو سياسي أمريكي، ولد في 1 فبراير 1877 في كندا، وتوفي في 1957 بسبب سرطان. حزبياً، نشط في الحزب الجمهوري. وقد انتخب عمدة لوس أنجلوس ‏.